# Thăng Long, Kinh Môn
Thăng Long là một xã thuộc thị xã Kinh Môn, tỉnh Hải Dương, Việt Nam.
Xã Thăng Long có diện tích 6,09 km², dân số năm 1999 là 6.918 người, mật độ dân số đạt 1.136 người/km².
Xã Thăng Long gồm 5 thôn: Trung Hoà, Lộ Xá, Hà Tràng, Tống Long, Bến Thôn.